# برنارد آدامس
برنارد آدامس (بالفرنسية: Bernard Adamus)‏ مواليد 16 ديسمبر 1977، هو مغني كندي بدأ مسيرته الفنية عام 2009.

## وصلات خارجية
- برنارد آدامس على موقع ميوزك برينز (الإنجليزية)
- برنارد آدامس على موقع أول ميوزيك (الإنجليزية)
- برنارد آدامس على موقع ديسكوغز (الإنجليزية)

- الموقع الإلكتروني